# Tindstaðahnúkur
Tindstaðahnúkur är en bergstopp i republiken Island. Den ligger i regionen Höfuðborgarsvæði, 17 km nordost om huvudstaden Reykjavík. Toppen på Tindstaðahnúkur är 726 meter över havet, eller 116 meter över den omgivande terrängen. Bredden vid basen är 2,1 km.
Runt Tindstaðahnúkur är det tätbefolkat, med 397 invånare per kvadratkilometer. Närmaste större samhälle är Reykjavik, omkring 18 kilometer sydväst om Tindstaðahnúkur. Trakten runt Tindstaðahnúkur består i huvudsak av gräsmarker.